# Maanlicht

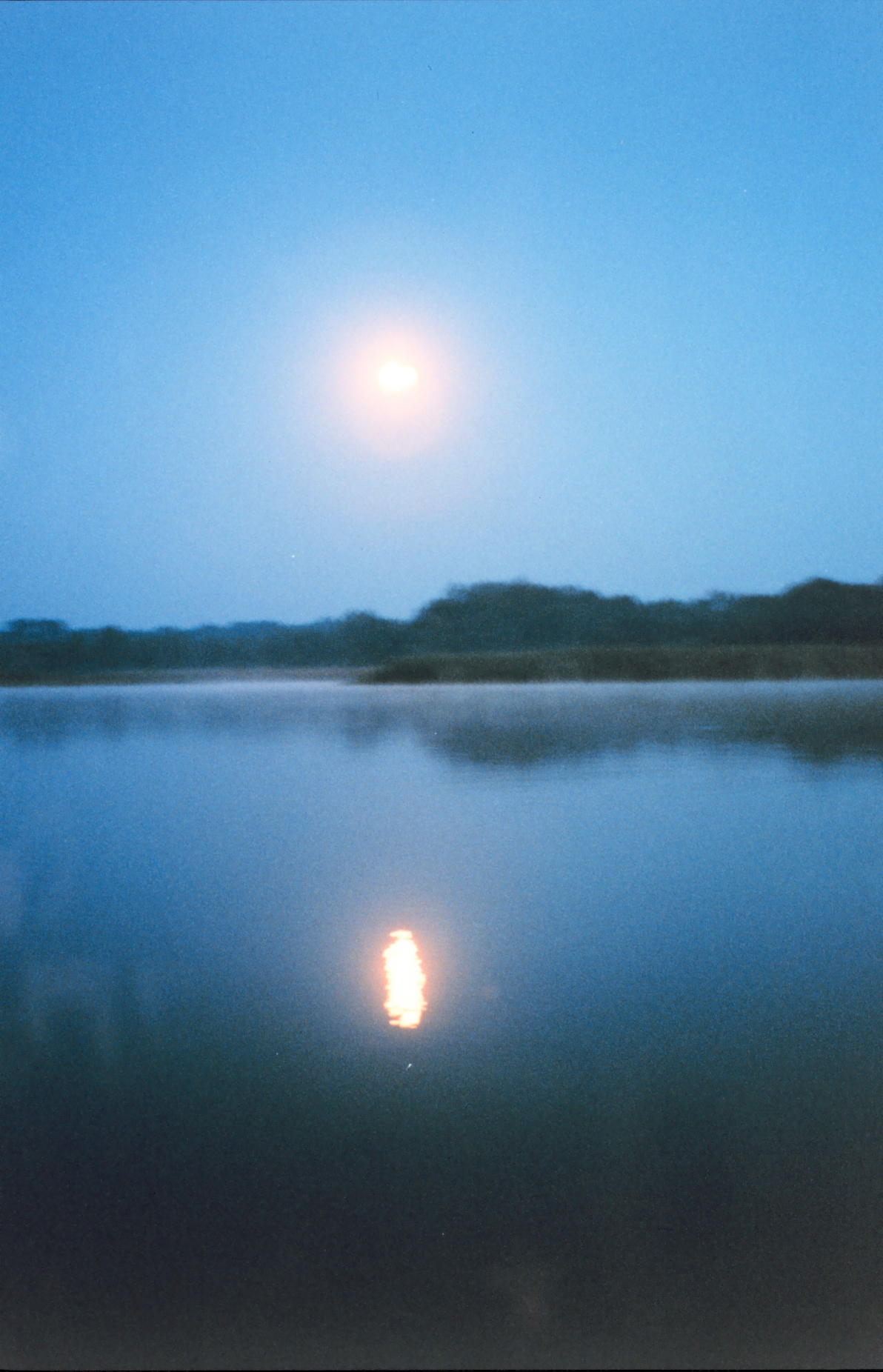
Maanlicht, gereflecteerd in een meer

Maanlicht is het licht dat de aarde bereikt via de Maan. Het bestaat voornamelijk uit zonlicht, met wat licht van andere sterren en aards licht.

## Verlichting
De intensiteit van het maanlicht hangt in grote mate af van de maancyclus en is normaal gesproken 0,05–0,1 lux, maar kan maximaal 0,32 lux zijn met een volle maan in perigeum in de tropen en met zeer heldere hemel. De volle maan is zo'n 500.000 keer zwakker dan de Zon. 
De kleur van het maanlicht, in het bijzonder rond volle maan, is voor het menselijk oog blauwachtig in vergelijking met de meeste kunstlichtbronnen. Dit komt door het Purkinje-effect - het licht is niet werkelijk blauwgetint en hoewel maanlicht vaak "zilverachtig" wordt genoemd, heeft het geen zilverachtige kenmerk. De albedo van de maan is 0,136,  wat betekent dat de maan slechts 13,6% van het zonlicht dat het maanoppervlak raakt reflecteert. 

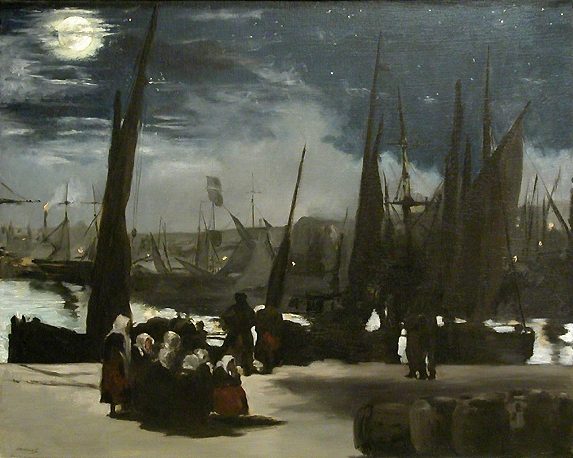
Maneschijn over de haven van Boulogne van Édouard Manet (1869).

Het maanlicht kan verschillende kleuren aannemen, wit/grijs, oranjebruin of blauw. Het maanlicht kleurt oranje wanneer de maan laag aan de horizon staat. Dit komt doordat het licht dan een langere afstand door de aardatmosfeer moet afleggen. De lucht verstrooit het blauwe licht, waardoor licht van grotere golflengten (rood en geel) overblijft.
Ook bij een maansverduistering ziet de verduisterde maar desondanks nog wel zichtbare maan er oranjebruin uit. Dat komt doordat het schaarse licht dat de maan nog kan bereiken, door de atmosfeer van de aarde gaat, waar het kortgolvige (blauwe) licht wordt verstrooid. Langgolvige, rode lichtstralen kunnen beter door de dikke atmosfeer komen en verlichten het maanoppervlak.

## Folklore
In folklore wordt maanlicht soms gezien als een slecht teken. Bijvoorbeeld, slapen in het licht van een volle maan op bepaalde nachten zou een persoon kunnen veranderen in een weerwolf. Het maanlicht zou de symptomen van gekken verergeren, en slapen in het maanlicht zou iemand blind of gek maken. Nyctalopie (Nachtblindheid veroorzaakt door een vitamine A-tekort) werd gezien als gevolg van het slapen onder maanlicht in de tropen.